# Festkantate (Bruckner)
Die Festkantate WAB 16 (voller Titel: Fest-Cantate bei Gelegenheit der Grundsteinlegung zum Dombau) ist eine geistliche Kantate von Anton Bruckner für vierstimmigen Männerchor, Männer-Soloquartett, Bass-Solo und Blasorchester.

## Entstehung und Stellung im Gesamtwerk
Die Komposition entstand im Auftrag des Linzer Bischofs Franz Joseph Rudigier zur Grundsteinlegungsfeier des Mariä-Empfängnis-Doms in Linz. Die Textvorlage lieferte der Theologieprofessor Maximilian Prammesberger. Für die Instrumentalbesetzung wählte Bruckner ein großes Blasorchester sowie Pauken. Er stellte am 25. April 1862 das Werk fertig.
Die Festkantate ist das erste nennenswerte religiöse Werk, das Bruckner nach seiner anstrengenden Studienzeit bei Simon Sechter schuf. Ein Jahr später folgte Psalm 112 (1863) und ein Jahr später durch die weltliche Kantate Germanenzug und die erste große Messe,  Messe Nr. 1 in d-Moll (1864).
Am 1. Mai 1862 wurde der Grundstein gelegt. Zur Feier des Ereignisses wurde die Kantate vom Chor Frohsinn, eingeladenen Gastsängern und der Blaskapelle des Infanterieregiments Freiherr von Bamberg Nr. 13 unter der Leitung von Engelbert Lanz uraufgeführt.
Das Manuskript der Kantate wird im Archiv des Bischofssitzes Linz aufbewahrt. Ein Faksimile wurde erstmals in Band III/2, S. 197–216 der Göllerich/Auer-Biografie veröffentlicht. Ein Chor- und Klavierauszug wurde 1955 von Doblinger herausgegeben. Er ist erschienen in Band XXII/2 Nr. 6 der Gesamtausgabe.
Auf eine Wiederaufführung des Werks 1955 durch den Wiener Männergesang-Verein unter Karl Etti folgte der Druck eines Klavierauszugs und der Orchesterstimmen beim Musikverlag Doblinger. Die Studienpartitur ist 1987 (2. Ausgabe 1998) im Rahmen der Kritischen Gesamtausgabe herausgegeben worden.
1995 bearbeitete Gerhard Track das Werk als Festkantate zur Weihnacht mit gemischtem Chor und einem neuen Text von Herbert Vogg, „Ehre sei Gott in der Höhe“.
Die Festkantate wurde von Theodor Guschlbauer am 6. September 1980 im Rahmen des Brucknerfestes aufgeführt. Ein Mitschnitt dieser Aufführung ist im Bruckner-Archiv verfügbar. Die Kantate wurde auch am 10. Juni 2022 im Rahmen eines Konzerts zum 85-jährigen Jubiläum von Neeme Järvi aufgeführt.

## Text
Die Textvorlage stammt vom Theologieprofessor Maximilian Prammesberger.
Preiset den Herrn,

Lobsinget seinem heiligen Namen!

Grund und Eckstein bist du, Herr

Deiner Kirche groß und hehr.

Thaue deine Kraft und Stärke

Über Fundament und Stein,

Die wir zu dem heil'gen Werke

Weihend senken ein.

Preiset den Herrn, Maria preiset

Ohne Makel empfangen!

Aus der Erde Schoß

Wächst der Bau

Riesengroß

In des Himmels Blau.

Das ist der Unbefleckten Haus,

Drin öffnet sich die Gnadenquelle,

Und strömet reich und helle

Ins Land hinaus.

Des Landes Stämme wallen fromm

Aus allen Gauen zu dem Dom

Von unsrer lieben Frauen;

Sie grüßen sie viel tausendmal

Und schöpfen Heil im Gnadensaal

Durch Glauben und Vertrauten.

Preiset den Herrn,

Lobsingt seinem heiligen Namen,

Maria preiset,

Die mächt’ge Helferin. Amen.

## Aufbau und Besetzung
Das Werk ist für vierstimmigen Männerchor und Männer-Soloquartett, Bass-Solo und Blasorchester (2 Flöten, 2 Oboen, 4 Klarinetten, 2 Fagotte, 4 Hörner, 3 Trompeten, 3 Posaunen, Bass-Tuba) und Pauken komponiert.
Das Werk ist gegliedert in acht kurze Teile:
- I. Chor „Preiset den Herrn“ (Männerchor, Orchester)
- II. Solo-Quartett und Chor „Taue deine Kraft und Stärke“ (Solisten, Männerchor, Flöte, Klarinette, Fagott)
- III. Chor „Preiset den Herrn“ (Männerchor, Orchester)
- IV. Baß-Solo „Aus der Erde Schoß“ (Baß-Solist, Orchester)
- V. Solo-Quartett „Das ist der Unbefleckten Haus“ (Solisten a cappella)
- VI. Praeludium  (Klarinetten, Fagotte)
- VII. Chor a cappella „Des Landes Stämme wallen fromm“ (Männerchor a cappella)
- VIII. Chor „Preiset den Herrn“ (Männerchor, Orchester)

Die Sätze 3 und 8 greifen jeweils zum Beginn das Hauptthema aus Satz 1 auf. Im Satz 1 ist zudem an das Hauptthema die Fuge „Grund und Eckstein“ angeschlossen.
Der Eröffnungschor mit seinem beginnenden Oktav-Sprung im Unisono, wie in der Ouvertüre g-Moll und ihre Reminiszenz an die Kantate Heil, Vater! Dir zum hohen Feste!, WAB 61. ist majestätisch und feierlich. Es entwickelt sich danach zu einem fugato auf „Grund und Eckstein bist du, o Herr“. Um das Werk zusammenzuhalten, wird der feierliche Eröffnungschor zweimal wiederholt, im dritten und im achten Teil.
Preiset den Herrn … demonstrates Bruckner’s primary concerns at the time of composition—form and orchestration. His interest in form is reflected in the closely related melodies, repetition of motives among the movements, and especially in the finale, which sums up the entire composition, by making reference to much of what has preceded it. … The contrast of full ensemble with a variety of smaller groups is convincing, and Bruckner has made effective use of the timbral resources available to him. … Bruckner’s chord and key choices are often surprising and indicate that he was developing much more confidence in his unorthodox harmonic ideas.
 (Übersetzung) Preiset den Herrn ... zeigt Bruckners Hauptanliegen zur Zeit der Komposition – Form und Orchestrierung. Sein Interesse an der Form spiegelt sich in den eng verwandten Melodien, der Wiederholung der Motive zwischen den Sätzen und vor allem im Finale wider, das die gesamte Komposition zusammenfasst, indem es sich auf vieles Vorangegangene bezieht. ... Der Kontrast des gesamten Ensembles mit einer Vielzahl kleinerer Gruppen ist überzeugend, und Bruckner hat die ihm zur Verfügung stehenden klanglichen Ressourcen effektiv genutzt. ... Bruckners Akkord- und Tonartenwahl ist oft überraschend und deutet darauf hin, dass er viel mehr Vertrauen in seine unorthodoxen harmonischen Ideen entwickelte

## Diskografie (Auswahl)
Eine kommerzielle Aufnahme in voller Übereinstimmung mit der Originalpartitur, herausgegeben von der kritischen Bruckner-Gesamtausgabe steht noch aus.
Von den sieben kommerziellen Aufnahmen ist Fialas Live-Auftritt mit Posaunen colla parte während der Chorwiederholung von Teil 2 (Takte 70–82) stimmt am ehesten mit der Originalpartitur überein. Kerbls Live-Mitschnitt mit Orgel colla parte für a cappella Teile 2, 5 und 7, und ohne Basstuba ist laut Hans Roelofs auch eine überzeugende Leistung.
Die Festkantate hat mehrere Bearbeitungen erfahren: für Chor, nur mit Orgelbegleitung, für gemischten Chor mit einem anderen Text ... 
Die beiden Aufnahmen von Track folgen seinen eigenen Bearbeitungen, eine für Männerchor (1990), die andere als Festkantate zur Weihnacht für gemischten Chor mit Herbert Voggs Text „Ehre sei Gott in der Höhe“ (1996).
In der Fassung für Männerchor wird der Arioso (Teil 4) übersprungen. Die Teile 2 und 5 werden von der Orgel begleitet, Teil 7 wird „a cappella“ gesungen. In der Fassung für gemischten Chor (Festkantate zur Weihnacht) wird Teil 4 von den Männerstimmen mit den Originalinstrumenten gesungen, die Teile 2, 5 – konvertiert nach C-Dur – und 7 vom gesamten Chor mit Orgel. Aufgrund der Frauenstimmen und der Orgelbegleitung klingt diese Version weicher als die Originalversion.
- Martin L. Fiala, Steyrer Männergesang-Verein Sängerlust and Bläserkreis Oberösterreichischer Landesmusikschullehrer: Festkonzert – CD: Ensemble Electronique EE-004CD, 1994 (Live)
- Thomas Kerbl, Männerchorvereinigung Bruckner 08, Ensemble Linz, Philipp Sonntag (Orel): Anton Bruckner, Männerchöre – CD: Bruckner Haus LIVA027, 2008 (Live)
- Gerhard Track, Wiener Männergesang-Verein, Wiener Schubertbund, Slovak Radio Symphony Orchestra, Manfred Schiebel (Orgel): Ausgewählte Chorwerke – CD: Ausgabe des Wiener Schubertbundes, 1990 (Live)
- Gerhard Track, Chor und Symphonieorchester des Konservatoriums Wien, Manfred Schiebel (Orgel): Gerhard Track dirigiert Anton Bruckner – CD: PMI Records-USA PMI 20105, 1996 (Live)